# Kaba (Hungría)
Kaba (pronunciado /ˈkɑ:bɑ:/) es una ciudad del este de Hungría, en el condado de Hajdú-Bihar. Se encuentra a lo largo de la Ruta Húngara 4, aproximadamente a 190 km de Budapest, la capital, y 32 kilómetros al oeste de Debrecen, la capital del condado.
Un meteorito de 3 kg cayó cerca de Kaba en 1857.

## Relaciones internacionales

### Ciudades hermanadas
Kaba está hermanada con:
- Aleșd, Rumanía
- Cetariu, Rumanía